# Agrostis rupestris
Agrostis rupestris là một loài thực vật có hoa trong họ Hòa thảo. Loài này được All. mô tả khoa học đầu tiên năm 1785.

## Hình ảnh

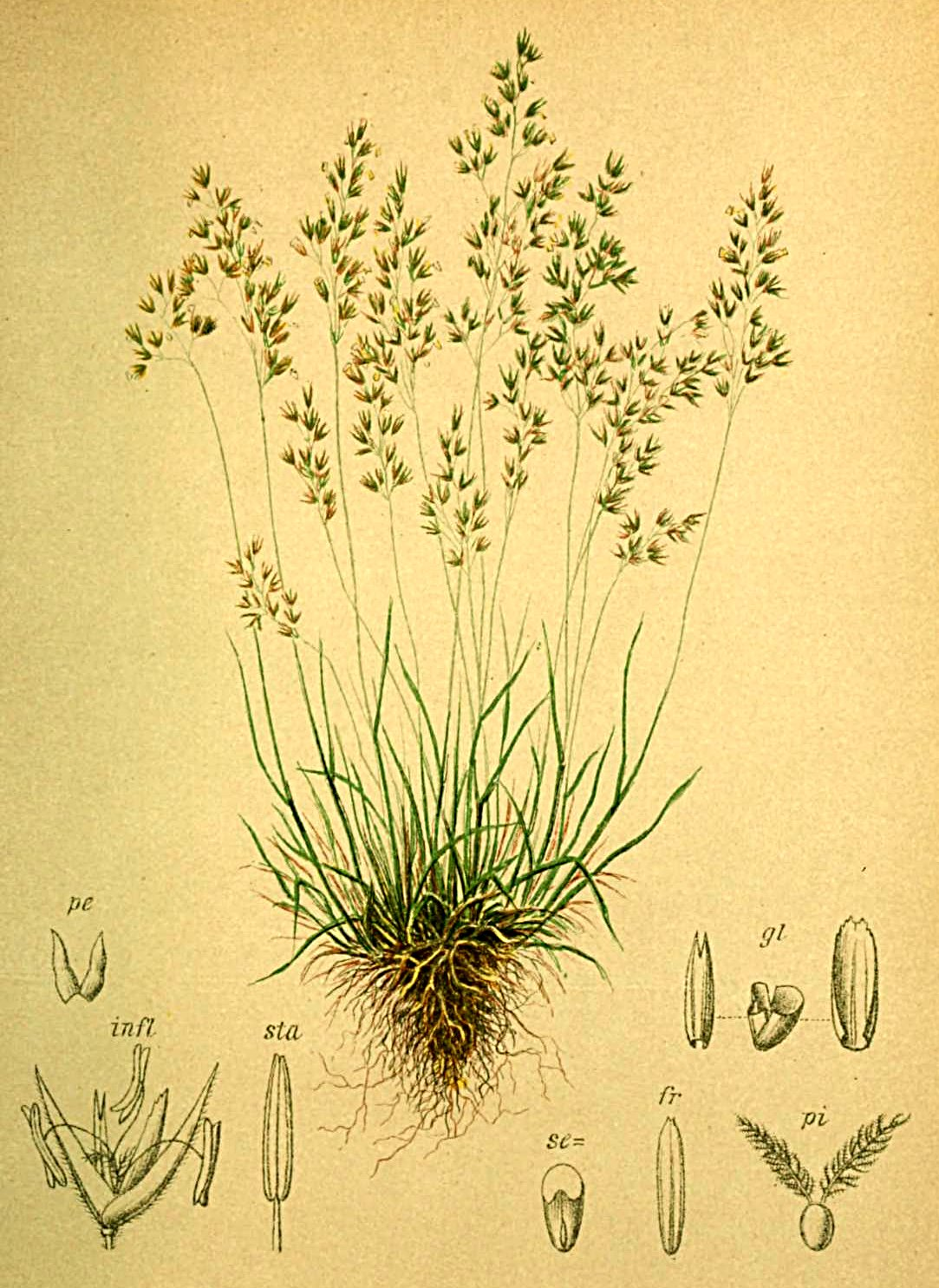